# FTC Kaplan

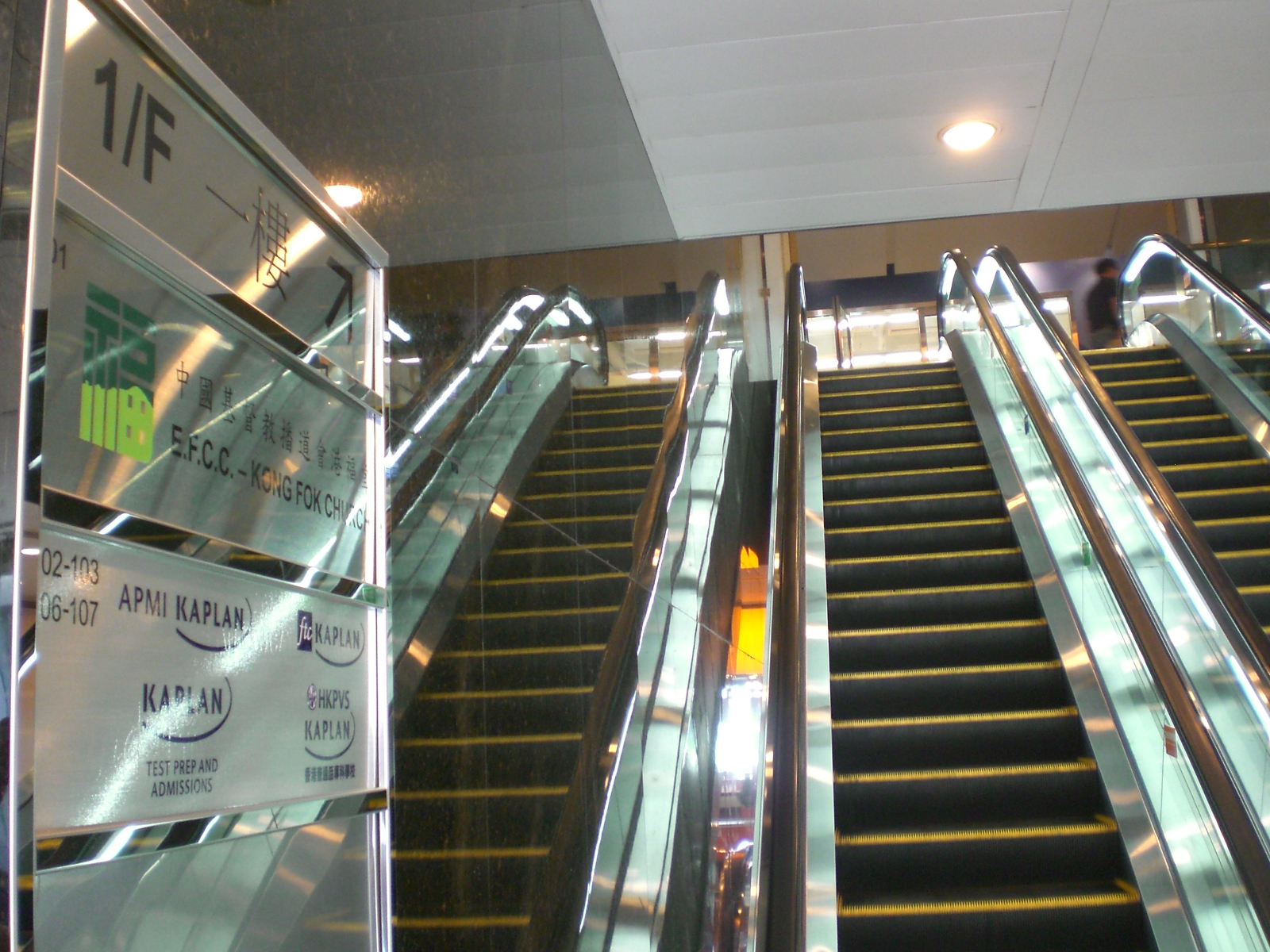
FTC Kaplan，香港分店

Financial Training Company（英国金融财务培训公司），又名FTC Kaplan，是美國上市公司華盛頓郵報公司（NYSE: WPO）的子公司，及華盛頓郵報的姊妹公司。其前身簡稱FTC，成立於1958年，是一間源於英國倫敦而國際知名的專業考試職業訓練學校，著名於特許公認會計師公會（ACCA）、香港會計師公會，HKICPA的補習社式課程，以考試成功為本，學生成績出眾。每年在校會計師學生有30,000人次。在英國本土有28間上課中心，在香港有兩間學習中心服務於香港島金鐘及灣仔。
FTC因為與Kaplan合併，所以用FTC Kaplan作為品牌。

## 相關
- 英国皇家特许管理会计师公会

## 外部參考
- FTC Kaplan官方網址